# Un vrai cinglé de cinéma
Pour plus de détails, voir Fiche technique et Distribution.
Un vrai cinglé de cinéma (Hollywood or Bust) est un film américain de Frank Tashlin sorti en 1956. C'est la dix-septième et dernière comédie interprétée ensemble par Dean Martin et Jerry Lewis, qui se sont séparés après ce film.

## Synopsis
Malcolm, un passionné de cinéma, enthousiaste et naïf, et Steve, un joueur un peu escroc mais charmeur, gagnent ensemble un beau cabriolet. Malcolm rêve d'aller à Hollywood pour rencontrer Anita Ekberg ; Steve doit quitter New York au plus vite pour échapper aux individus menaçants auxquels il doit de l'argent. À bord de leur décapotable, et en compagnie d'un grand danois, Mr Bascomb, ils traversent les États-Unis en direction de la Mecque du cinéma.
Le film est un véritable road-movie du New-Jersey à Hollywood en passant par Chicago, le Missouri, l'Oklahoma, le Nouveau-Mexique. Après un bref séjour à Las Vegas, Arizona, ils filent vers Hollywood. La chanson The Wild and Wooly West retrace l'itinéraire.

## Fiche technique
- Titre : Un vrai cinglé de cinéma
- Titre original : Hollywood or Bust
- Réalisation : Frank Tashlin, assisté de Gary Nelson et Charles C. Coleman (tous deux non crédité)
- Scénario : Erna Lazarus (en)
- Photographie : Daniel L. Fapp
- Musique : Walter Scharf
- Montage : Howard A. Smith
- Décors : Hal Pereira et Henry Bumstead
- Costumes : Edith Head
- Production : Hal B. Wallis
- Post-synchronisation sous la direction d'Isy Pront
- Assisté de Claude Péran
- Adaptation française de Charles Vinci
- Société de production : Paramount Pictures
- Pays d'origine :  États-Unis
- Langue : anglais
- Format : Couleurs - 1,85:1 ; Vistavision - Mono - 35 mm
- Genre : Comédie
- Durée : 95 minutes
- Date de sortie : 6 décembre 1956
- Affiche : Boris Grinsson (France)

## Distribution
- Dean Martin : Steve Wiley ;  (V.F : Michel Gudin)
- Jerry Lewis : Malcolm Smith ;  (V.F : Jacques Dynam)
- Pat Crowley : Terry Roberts ;  (V.F : Nadine Alari)
- Maxie Rosenbloom : Benny ;  (V.F : Jean Clarieux)
- Anita Ekberg : Anita ;  (V.F : Monique Mélinand)
- Valerie Allen : Silhouette
- Adelle August : Danseuse
- Drew Cahill : Photographe
- Kathryn Card : Une vieille dame
- Minta Durfee : Miss Pettywood
- Joe Gray : Un joueur
- Sam Harris : Extra
- Gretchen Houser : Danseuse
- Richard Karlan : Sammy Ross
- Claudia Martin : Fille de 11 ans
- Deana Martin : Fille de 7 ans
- Gail Martin : Fille de 9 ans
- Jack McElroy : Stupid Sam
- Del Moore : Photographe
- Wendell Niles : Présentateur ;  (V.F : Richard Francœur)
- Ralph Peters : Camionneur
- Suzanne Ridgeway : Extra
- Tracey Roberts : Redhead
- Michael Ross : Garde de Paramount Studio
- Jeffrey Sayre : Croupier
- Willard Waterman : Neville
- Ben Welden : Boss
- Ross Westlake : Femme au balcon
- Sandra White : Danseuse
- Frank Wilcox : Réalisateur
- Chief Yowlachie : Chief Running Water

## Citation
— Jean-Luc Godard, Hollywood ou mourir, Cahiers du cinéma no 73, juillet 1957

## Autour du film
- Le modèle de voiture est la Chrysler New Yorker décapotable, modèle de l'année précédente.
- Lors de leur passage devant l'hôtel et casino Sands de Las Vegas, on remarque l'affiche du spectacle de Jerry et de Dean, qui s'y produisaient en mars 1956. Dans Le Parrain, (1972), produit par Paramount, figure cette même scène[1].
- Dans  Grease, (1978), produit également par Paramount, pendant la scène au drive-in, un clip du film est projeté sur l'écran du drive-in[2].
- Le tournage du film fut marqué par la mésentente entre Dean et Jerry. Jerry, de fort mauvaise humeur, se fit exclure du tournage plusieurs jours en mai par Frank Tashlin. On lui diagnostiqua un problème coronarien dû à la fatigue nerveuse[3].
- Il déclara plus tard n'avoir jamais vu le film "et je ne le verrai jamais. Ça fait trop mal"[3].
- Après l'annonce de leur séparation, le film, fut à sa sortie le moins grand succès de la décennie du duo.

## Lieux de tournage
Parmi les différents lieux de tournage on reconnaîtra:
- le George Washington Bridge à New-York
- le Michigan Boulevard à Chicago
- le pont couvert Orr sur la Conodoguinet Creek à Camp Hill, Pennsylvanie aujourd'hui démoli. Le film le situe en New-Jersey
- le pont en arc à treillis Julien-Dubuque près de Dubuque franchissant le Mississippi entre l'Iowa et l'Illinois. Le film le situe en Missouri.
- Mesa Verde
- Santa Fe au Nouveau Mexique
- Taos Pueblo au Nouveau Mexique
- le Grand Canyon en Arizona
- le barrage Hoover à la frontière de l'Arizona et du Nevada
- le Las Vegas Strip et l'hôtel et casino Sands

## Bande originale
Toutes les chansons sont écrites par Paul Francis Webster. La musique est de Sammy Fain.
- A Day in the Country (Martin, Lewis)
- Let's Be Friendly (Martin)
- The Wild and Wooly West (Martin, Crowley, Lewis)
- It Looks Like Love (Martin, Crowley)
- Hollywood or Bust (Martin, Lewis)